# Mischocyttarus chalucas
Mischocyttarus chalucas är en getingart som beskrevs av Roy R. Snelling 1983. Mischocyttarus chalucas ingår i släktet Mischocyttarus och familjen getingar. Inga underarter finns listade i Catalogue of Life.